# Якуб из Кобылян
Якуб из Кобылян (Якуб Кобылянский; ум. 20 мая 1454) — польский рыцарь и полководец, маршалок дворский великого князя литовского Витовта в 1425—1430 годах, каштелян бечский с 1444 года, королевский крайчий с 1450 года, каштелян гнезненский с 1453 года. Брат старосты брестского Яна, племянник подскарбия Гинчи из Рогова.
В 1428 он командовал наёмными польскими войсками на службе Витовта, а затем принимал участие в его походе под Опочку во время конфликта с Великим Новгородом. В 1435 году был послан во главе польского отряда на помощь великому князю литовскому Сигизмунду. Принял участие в удачной для Сигизмунда и поляков битве под Вилькомиром.